# Парагенезис
Парагенезис (парагенез) (від грец. παρα — поряд, та грец. γενεσις — походження) — спільне походження, що виникає в результаті одночасного, чи послідовного утворення. Термін застосовується для мінералів (парагенезис мінеральний) , гірських порід (парагенезис порід), фацій (парагенезис фацій). В геохімії і мінералогії парагенезис — це спільне знаходження мінералів/хімічних елементів, генетично пов'язаних.

## Різновиди та специфіка
Використовується також термін заборонений парагенезис, який означує неможливість сумісного утворення за певних умов просторових сполучень двох/декількох мінералів (напр. кварцу і нефеліну; діопсиду і кордієриту). Парагенетичний зв'язок магматичних гірських встановлюється в магматичних формаціях, де гірські породи є закономірною асоціацією, що характеризується, в загальному випадку, спільністю джерела магм і близькими геотектотнічними умовами формування.